# Miriam Orleska

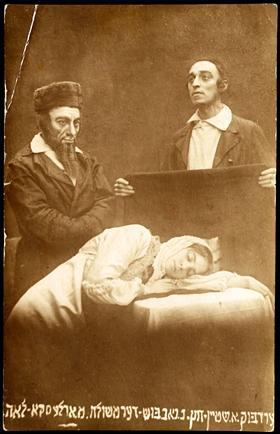
Miriam Orleska mit Noach Nachbush (links) und Alexander Stein in einer Aufführung des Dibbuks der Wilnaer Truppe (1920er-Jahre)

Miriam Orleska (geb. um 1900 in Warschau; gest. 1942 Vernichtungslager Treblinka) war eine polnische Theaterschauspielerin des jiddischen Theaters.

## Leben
Orleska besuchte das Gymnasium und spielte in ihrem letzten Schuljahr die Rolle des David in David Hermans Produktion von Aschs "Mitn shtort". Nach der Schule besuchte sie das Pädagogische Institut und gleichzeitig heimlich die polnische Theaterschule. 1919 trat sie der Wilnaer Truppe bei. Sie spielte bis zur Auflösung der Gruppe zahlreiche Hauptrollen, so auch die Leah in An-skis Der Dibbuk.
Orleska war die Lebensgefährtin des Theaterdirektors Mordechai Mazo (1889–1942), mit dem sie gemeinsam im Warschauer Ghetto war, wo sie in einer Suppenküche arbeitete. Sie beide starben nach der Auflösung des Ghettos im Vernichtungslager Treblinka.